# 少林英雄榜
《少林英雄榜》（英語：Shaolin Abbot）是由何梦华执导的电影，由姜大卫等領銜主演的香港電影。该电影主要讲述至善禅师在准备重建少林寺的时候，意外的遇到了很多的江湖豪杰。

## 劇情簡介
少林寺立志反清复明，所以被清朝的士兵剿灭，而至善禅师因为外出修行，所以因此而幸存。
随后幸存下的至善禅师决定重建少林寺，并决定除掉少林寺里，清朝士兵的奸细。
接着，经过他的努力，他终于遇到了很多愿意加入少林寺的人，并且他还在这之中除掉了之前少林寺的奸细。

## 演员表
- 姜大卫 饰 至善
- 李丽丽 饰 五枚
- 顾冠忠 饰 冯道德
- 罗烈 饰 白眉道人
- 徐少强 饰 李锦伦
- 唐炎灿 饰 洪熙官
- 吴杭生 饰 童千斤
- 陆剑明 饰 阿胜
- 郭思治 饰 鬼脚七
- 强汉 饰 李巴山
- 于荣 饰 岳应祺
- 詹森 饰 单天刚
- 江岛 饰 广元喇嘛
- 沈劳 饰 少林方丈
- 杨志卿 饰 无尘道人
- 思维 饰 皇帝
- 井淼 饰 李九叔
- 李寿祺;王清河; 饰 广州士绅
- 潘冰嫦 饰 金宝
- 王憾尘 饰 广州知府
- 姜南 饰 李总兵[2]

## 備註
1. ↑  .   [2021-12-19]. （原始内容存档于2021-12-19）.
2. ↑  .   [2021-12-19]. （原始内容存档于2022-06-14）.

## 相關連結
- 豆瓣链接 （页面存档备份，存于）
- 互联网电影数据库（IMDb）上《少林英雄榜》的资料（英文）
- 香港影庫上《少林英雄榜》的資料（繁體中文）